# Paectes eumicta
Paectes eumicta is een vlinder uit de familie van de Euteliidae. De wetenschappelijke naam van de soort is voor het eerst geldig gepubliceerd in 1911 door Schaus.